# Party Rock Anthem
"Party Rock Anthem" là một bài hát của bộ đôi người Mỹ LMFAO hợp tác với nghệ sĩ thu âm Anh quốc Lauren Bennett và nhà sản xuất âm nhạc người Mỹ GoonRock nằm trong album phòng thu thứ hai của họ, Sorry for Party Rocking (2011). Nó được phát hành vào ngày 25 tháng 1 năm 2011 như là đĩa đơn đầu tiên trích từ album bởi will.i.am Music Group, Cherrytree Records, Interscope Records và Panther Records. Bài hát được viết lời bởi hai thành viên của nhóm (Redfoo và Sky Blu) với GoonRock, trong khi phần sản xuất được đảm nhiệm bởi Redfoo và GoonRock. Ban đầu được dự định sẽ do rapper Flo Rida thể hiện, "Party Rock Anthem" là một bản electro house và hip house với nội dung đề cập đến cảm giác vui vẻ của một người khi tham gia vào một bữa tiệc. Bài hát còn trở thành nổi tiếng với đoạn hát "Everyday I'm shufflin" ở phần điệp khúc, nhưng nó đã vấp phải một vụ kiện từ rapper người Mỹ Rick Ross sau khi anh cho rằng những tác giả của nó đã sử dụng phần lời "Everyday I'm hustlin" từ bài hát năm 2006 của mình "Hustlin'" mà không có sự cho phép. Tuy nhiên, tòa án đã bác bỏ đơn kiện của Ross bởi thiếu chứng cứ rõ ràng và quyết định xử phần thắng cho LMFAO.
Sau khi phát hành, "Party Rock Anthem" nhận được những phản ứng trái chiều từ các nhà phê bình âm nhạc, trong đó họ đánh giá cao giai điệu bắt tai cũng như quá trình sản xuất của nó, mặc dù vấp phải nhiều ý kiến tiêu cực liên quan đến nội dung lời bài hát. Tuy nhiên, bài hát đã gặt hái nhiều giải thưởng và đề cử tại những lễ trao giải lớn, bao gồm chiến thắng năm hạng mục tại giải thưởng âm nhạc Billboard năm 2012 trên tổng số bảy đề cử cho Top Bài hát Hot 100, Top Bài hát Nhạc số, Top Bài hát Pop, Top Bài hát Rap và Top Bài hát Dance. "Party Rock Anthem" cũng tiếp nhận những thành công ngoài sức tưởng tượng về mặt thương mại, đứng đầu các bảng xếp hạng ở Úc, Áo, Brazil, Canada, Đan Mạch, Pháp, Đức, Ireland, New Zealand, Thụy Sĩ và Vương quốc Anh, và lọt vào top 10 ở tất cả những quốc gia nó xuất hiện, bao gồm vươn đến top 5 ở Bỉ, Phần Lan, Ý, Na Uy và Thụy Điển. Tại Hoa Kỳ, nó đạt vị trí số một trên bảng xếp hạng Billboard Hot 100 trong sáu tuần liên tiếp, trở thành đĩa đơn quán quân đầu tiên của cả ba nghệ sĩ, đồng thời đã bán được hơn 8.1 triệu bản tại đây. Tính đến nay, nó đã bán được hơn 19.2 triệu bản trên toàn cầu, trở thành đĩa đơn bán chạy thứ ba của năm 2011 cũng như là một trong những đĩa đơn bán chạy nhất mọi thời đại.
Video ca nhạc cho "Party Rock Anthem" được đạo diễn bởi Mickey Finnegan như là phiên bản nhại lại từ bộ phim năm 2002 28 Days Later, trong đó Redfoo và Sky Blu thức dậy từ một bệnh viện và phát hiện thế giới đang nhảy theo bài hát. Nó đã nhận được nhiều lượt phát sóng liên tục trên những kênh truyền hình âm nhạc như MTV, VH1 và BET, cũng như chiến thắng một hạng mục tại giải Âm nhạc NRJ năm 2012 cho Video được yêu thích của năm bên cạnh một đề cử tại giải Video âm nhạc của MTV năm 2011 cho Video có vũ đạo xuất sắc nhất. Để quảng bá bài hát, LMFAO đã trình diễn "Party Rock Anthem" trên nhiều chương trình truyền hình và lễ trao giải lớn, bao gồm Britain's Got Talent, Good Morning America, giải Âm nhạc châu Âu của MTV năm 2011, giải thưởng Âm nhạc Mỹ năm 2011 và giải thưởng âm nhạc Billboard năm 2012, cũng như trong nhiều chuyến lưu diễn của họ. Được ghi nhận là bài hát trứ danh trong sự nghiệp của LMFAO, bài hát đã được hát lại và sử dụng làm nhạc mẫu bởi nhiều nghệ sĩ, như Flo Rida, Karmin, Bart Baker và dàn diễn viên của Glee, cũng như xuất hiện trong nhiều tác phẩm điện ảnh và truyền hình, bao gồm 21 Jump Street, 90210, Alvin and the Chipmunks: Chipwrecked, Awakward, Gossip Girl và Parenthood.

## Danh sách bài hát
- Tải kĩ thuật số[2]

1. "Party Rock Anthem" – 4:23

- Đĩa CD[3]

1. "Party Rock Anthem" (bản album) – 4:23
2. "Party Rock Anthem" (Audiobot phối lại) – 6:01

## Xếp hạng
| Bảng xếp hạng (2011-12)                                | Vị trí cao nhất |
| ------------------------------------------------------ | --------------- |
| Úc (ARIA)                                              | 1               |
| Áo (Ö3 Austria Top 40)                                 | 1               |
| Bỉ (Ultratop 50 Flanders)                              | 1               |
| Bỉ (Ultratop 50 Wallonia)                              | 2               |
| Brazil (ABPD)                                          | 1               |
| Canada (Canadian Hot 100)                              | 1               |
| LỖI: PHẢI CUNG CẤP year CHO BẢNG XẾP HẠNG Cộng hòa Séc | 1               |
| Đan Mạch (Tracklisten)                                 | 1               |
| Phần Lan (Suomen virallinen lista)                     | 5               |
| Pháp (SNEP)                                            | 1               |
| Đức (Official German Charts)                           | 5               |
| Hungary (Rádiós Top 40)                                | 1               |
| Hungary (Dance Top 40)                                 | 2               |
| Ireland (IRMA)                                         | 1               |
| Ý (FIMI)                                               | 5               |
| Nhật Bản (Japan Hot 100)                               | 9               |
| Hà Lan (Dutch Top 40)                                  | 9               |
| Hà Lan (Single Top 100)                                | 6               |
| New Zealand (Recorded Music NZ)                        | 1               |
| Na Uy (VG-lista)                                       | 3               |
| Ba Lan (Dance Top 50)                                  | 4               |
| Scotland (OCC)                                         | 1               |
| Slovakia (Rádio Top 100)                               | 1               |
| Hàn Quốc (Gaon International Singles)                  | 1               |
| Tây Ban Nha (PROMUSICAE)                               | 7               |
| Thụy Điển (Sverigetopplistan)                          | 3               |
| Thụy Sĩ (Schweizer Hitparade)                          | 1               |
| Anh Quốc (OCC)                                         | 1               |
| Hoa Kỳ Billboard Hot 100                               | 1               |
| Hoa Kỳ Adult Pop Airplay (Billboard)                   | 15              |
| Hoa Kỳ Dance Club Songs (Billboard)                    | 2               |
| Hoa Kỳ Hot Latin Songs (Billboard)                     | 6               |
| Hoa Kỳ Latin Pop Songs (Billboard)                     | 6               |
| Hoa Kỳ Pop Airplay (Billboard)                         | 1               |
| Hoa Kỳ Hot R&B/Hip-Hop Songs (Billboard)               | 79              |
| Hoa Kỳ Hot Rap Songs (Billboard)                       | 4               |
| Hoa Kỳ Rhythmic (Billboard)                            | 1               |

| Bảng xếp hạng                        | Vị trí |
| ------------------------------------ | ------ |
| UK Singles (Official Charts Company) | 107    |
| US Billboard Hot 100                 | 6      |
| US Pop Songs (Billboard)             | 35     |

| Bảng xếp hạng (2011)                     | Vị trí |
| ---------------------------------------- | ------ |
| Australia (ARIA)                         | 1      |
| Australia Urban (ARIA)                   | 1      |
| Austria (Ö3 Austria Top 75)              | 6      |
| Belgium (Ultratop 50 Flanders)           | 4      |
| Belgium (Ultratop 40 Wallonia)           | 3      |
| Canada (Canadian Hot 100)                | 2      |
| Denmark (Tracklisten)                    | 9      |
| Finland (Suomen virallinen lista)        | 4      |
| France (SNEP)                            | 1      |
| Germany (Official German Charts)         | 8      |
| Hungary (Rádiós Top 40)                  | 6      |
| Hungary (Dance Top 40)                   | 5      |
| Ireland (IRMA)                           | 4      |
| Israel (Media Forest)                    | 38     |
| Italy (FIMI)                             | 18     |
| Japan (Japan Hot 100)                    | 55     |
| Netherlands (Dutch Top 40)               | 19     |
| Netherlands (Single Top 100)             | 15     |
| New Zealand (Recorded Music NZ)          | 1      |
| Poland (ZPAV)                            | 11     |
| South Korea (Gaon International Singles) | 2      |
| Spain (PROMUSICAE)                       | 23     |
| Sweden (Sverigetopplistan)               | 12     |
| Switzerland (Schweizer Hitparade)        | 7      |
| UK Singles (Official Charts Company)     | 3      |
| US Billboard Hot 100                     | 2      |
| US Adult Top 40 (Billboard)              | 49     |
| US Hot Dance Club Songs (Billboard)      | 13     |
| US Latin Songs (Billboard)               | 31     |
| US Latin Pop Songs (Billboard)           | 22     |
| US Pop Songs (Billboard)                 | 1      |
| US Rhythmic (Billboard)                  | 2      |
| Worldwide (IPFI)                         | 3      |
| Bảng xếp hạng (2012)                     | Vị trí |
| Australia (ARIA)                         | 85     |
| Australia Urban (ARIA)                   | 26     |
| Belgium (Ultratop 50 Flanders)           | 86     |
| Belgium (Ultratop 40 Wallonia)           | 33     |
| Canada (Canadian Hot 100)                | 45     |
| France (SNEP)                            | 79     |
| Hungary (Rádiós Top 40)                  | 80     |
| Poland (ZPAV)                            | 11     |
| South Korea (Gaon International Singles) | 7      |
| Sweden (Sverigetopplistan)               | 77     |
| UK Singles (Official Charts Company)     | 117    |
| US Billboard Hot 100                     | 29     |
| Bảng xếp hạng (2013)                     | Vị trí |
| Australia Urban (ARIA)                   | 30     |
| South Korea (Gaon International Singles) | 71     |

## Chứng nhận
| Quốc gia                                                                           | Chứng nhận   | Số đơn vị/doanh số chứng nhận |
| ---------------------------------------------------------------------------------- | ------------ | ----------------------------- |
| Úc (ARIA)                                                                          | 15× Bạch kim | 1.050.000^                    |
| Bỉ (BEA)                                                                           | Bạch kim     | 30.000*                       |
| Canada (Music Canada)                                                              | 6× Bạch kim  | 880,000                       |
| Đan Mạch (IFPI Đan Mạch) Nhạc số                                                   | Bạch kim     | 30.000^                       |
| Đan Mạch (IFPI Đan Mạch) Streaming                                                 | Bạch kim     | 2,600,000^                    |
| Phần Lan (Musiikkituottajat)                                                       | Vàng         | 6,629                         |
| Pháp (SNEP)                                                                        | Kim cương    | 400.000*                      |
| Đức (BVMI)                                                                         | 2× Bạch kim  | 1.000.000‡                    |
| Ý (FIMI)                                                                           | 2× Bạch kim  | 60.000*                       |
| Nhật Bản (RIAJ)                                                                    | 2× Bạch kim  | 500.000^                      |
| New Zealand (RMNZ)                                                                 | 4× Bạch kim  | 60.000*                       |
| Hàn Quốc (Gaon Chart)                                                              | —            | 3,885,518                     |
| Tây Ban Nha (PROMUSICAE)                                                           | Vàng         | 20,000*                       |
| Thụy Điển (GLF)                                                                    | 3× Bạch kim  | 60.000‡                       |
| Thụy Sĩ (IFPI)                                                                     | 3× Bạch kim  | 90.000^                       |
| Anh Quốc (BPI)                                                                     | 2× Bạch kim  | 1,397,387                     |
| Hoa Kỳ (RIAA)                                                                      | 10× Bạch kim | 10.000.000‡                   |
| * Chứng nhận dựa theo doanh số tiêu thụ. ^ Chứng nhận dựa theo doanh số nhập hàng. |              |                               |